# 韦内里约
韦内里约（法語：Vénérieu，法語發音：[veneʁjø]）是法国伊泽尔省的一个市镇，属于拉图尔迪潘区。

## 地理
韦内里约（45°39'33"N, 5°16'39"E）面积6 平方千米，位于法国奥弗涅-罗讷-阿尔卑斯大区伊泽尔省，该省份为法国东南部内陆省份，北起顺时针与安省、萨瓦省、上阿尔卑斯省、德龙省、阿尔代什省、卢瓦尔省和罗讷省。
与韦内里约接壤的市镇（或旧市镇、城区）包括：莫拉、圣伊莱尔德布朗、圣马塞尔-贝拉克伊、圣萨万。

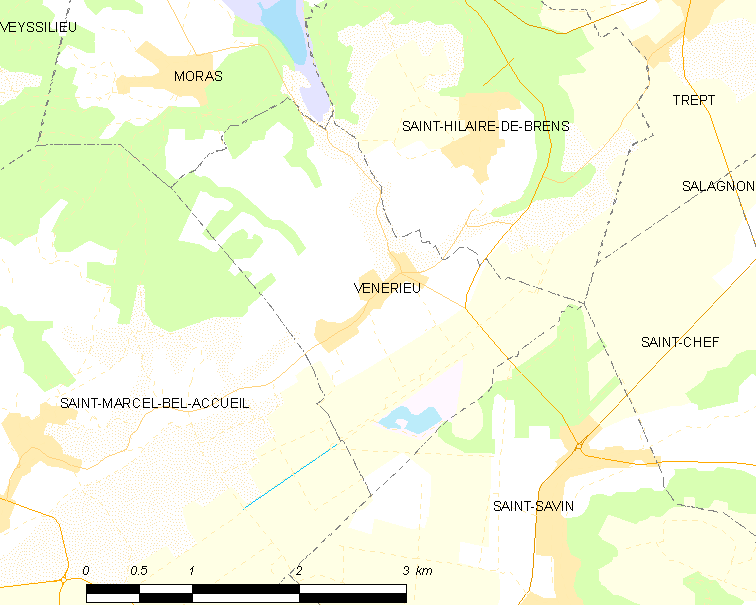
韦内里约的OSM定位图

韦内里约的时区为UTC+01:00、UTC+02:00（夏令时）。

## 行政
韦内里约的邮政编码为38460，INSEE市镇编码为38532。

## 政治
韦内里约所属的省级选区为沙尔维约-沙瓦尼厄县。

## 人口

1962-2008年间韦内里约人口变化图示

韦内里约于2022年1月1日时的人口数量为975人。